# Daniel Okonkwo
Robert Daniel Chibuzo Okonkwo (Lansing, 27 gennaio 1975) è un ex cestista statunitense naturalizzato nigeriano.

## Carriera
Con la Nigeria ha disputato i Campionati mondiali del 1998 e i Campionati africani del 1999.